# Petlacuatla
Petlacuatla är en ort i Mexiko.   Den ligger i kommunen Ilamatlán och delstaten Veracruz, i den sydöstra delen av landet, 170 km nordost om huvudstaden Mexico City. Petlacuatla ligger 867 meter över havet och antalet invånare är 307.
Terrängen runt Petlacuatla är huvudsakligen kuperad, men åt sydväst är den bergig. Runt Petlacuatla är det ganska tätbefolkat, med 58 invånare per kvadratkilometer. Närmaste större samhälle är Xochiatipan de Castillo, 15,0 km nordost om Petlacuatla. I omgivningarna runt Petlacuatla växer i huvudsak städsegrön lövskog.